# Вулиця Сергія Ейзенштейна (станція монорейки)
55°49′45″ пн. ш. 37°38′41″ сх. д. / 55.82917° пн. ш. 37.64472° сх. д.
«Вулиця Сергія Ейзенштейна» — кінцева станція Московської монорейка. Наступна станція на лінії «Виставковий центр». Розташована на території Останкінського району Північно-Східного адміністративного округу Москви.

## Вестибулі і пересадки
Вихід на вулицю Сергія Ейзенштейна, 1-й Сільськогосподарський проїзд. Пересадка на автобус № 154.
Вихід до павільйонів 69 і 70 ВДНГ (північний вхід).

## Технічна характеристика
Конструкція станції — естакадна з острівної платформою, споруджена за індивідуальним проектом.

## Колійний розвиток
На станції є поворотний круг та стрілка в депо Ростокино